# Nils Thornander
Nils Thornander est un artiste plasticien et compositeur de musique franco-suédois, né à Stockholm le 3 mai 1958, ayant vécu et travaillé à Paris, où il est mort le 10 juin 2022.

## Biographie
Nils Thornander naît à Stockholm d’un père suédois et d’une mère française. Il y est élève de la Franska Skolan, l’école fondée par des religieux français en 1862 dans la capitale suédoise.
À 15 ans, il s’installe en France et suit les cours du lycée Condorcet. C’est devant le portail de celui-ci que quelques jours après la rentrée de 1973, il est interviewé par la télévision sur l’abaissement de l'âge de la majorité électorale.
Deux ans plus tard, il écrit le livret de l'opéra Le Mariage obscur de Jacques Lenot, projet qui n’a pas abouti.
Ses œuvres musicales questionnent l’opposition musique savante / musique populaire. Cherchant les voies de la beauté pour le monde d’aujourd’hui, il brouille les frontières imposées par les techniques, articulant vidéo et peinture, matière physique et numérique, image, mots et son.

En 1994, il rédige pour la revue d’avant-garde suédoise 90Tal son « manifeste du Continuum » dans lequel il théorise la contribution de l’artiste au monde contemporain : 

« Il s’agit bien de repenser les articulations de points de vue multiples et mobiles sur des choses elles-mêmes en constante évolution. […] Un vaste continuum doit relier des systèmes de représentation jadis contradictoires. »

Ses principales thématiques déclinent « l’enjeu des "guerres esthétiques" qui sont livrées sur les questions de territoires et de frontières, d’échelles et d’identités, du visible et du caché, de l’admis et de l’interdit. »
Sa démarche singulière inspire à l’artiste suédois Magnus Bärtås l’œuvre Wem är Nils Thornander ? (Qui est Nils Thornander ?). Le critique d’art Lars O. Ericsson le qualifie de « géographe du chaos ». Ses œuvres se situent dans une « démarche engagée pour atteindre l’harmonie », selon Isabelle Kevorkian.

## Créations

### Créations plastiques
Si la peinture à l'huile sur tableau constitue une constante à travers toute son œuvre, il met au point, à la fin des années 1980, une technique de peinture en volume avec des hypercubes immersifs. Il oppose les effets sur la matière de la lumière naturelle et de la lumière électrique avec des caissons lumineux. Il articule la fixité de la peinture avec l’impermanence de la projection vidéo pour élaborer des œuvres de peinture-vidéo.
Explorant la multiplicité des points de vue résultant des regards d’un public sur une œuvre, il réalise des performances artistiques et des hyper-conférences,.
Il s’intéresse à l’art numérique dès le milieu des années 1990. En 1995, il répond à l’invitation d’Alberto Sorbelli et crée une pièce unissant perspective humaniste et perspective panoptique, pour le CD-Rom Just from Cynthia, présenté au Centre Georges-Pompidou.
L’opposition esthétique entre la matière physique et la représentation numérique, entre la chair et le chiffre, aboutit aux œuvres produites avec Mildred Simantov, dont Réfectoire, présenté au musée Carnavalet lors de la Nuit Blanche 2010, et L’Âge adulte, le Tuning Book, un livre-album à QR Code, exposé au Palais de Tokyo.
En 2016, l’œuvre Like Me déploie, dans un espace de 600 mètres, cubes un ensemble d’œuvres opposées par leurs techniques mais visant à engendrer entre elles l’harmonie d’un accord symphonique.  

### Créations musicales et sonores
La composition musicale prend une place croissante dans ses œuvres à partir des années 2000. En 1998, Silke Fischer le choisit pour la musique de son documentaire Putzen in Paris (Paris poussière) diffusé sur Arte Thema. Il réalise le design sonore de l’œuvre de Magnus Bärtas Claims of Victoryprésentée à Séoul en 2015 et signe la musique du long métrage Reception (Save The Date), réalisé par Gilles Verdiani en 2016.
À la fin des années 2010, il entreprend la composition d’une œuvre musicale de 24 heures, Absolute Value, « dont les fréquences sonores visent à accorder le monde ». Un premier extrait est créé à l’IRCAM en 2019.

### Créations collaboratives et relationnelles
« Se confrontant à lui-même » « ou aux pensées esthétiques défendues par d’autres », il poursuit des collaborations avec des créateurs dans les domaines de l’opéra, du théâtre, du cinéma, de la télévision, des installations, du livre d’art.
En 2000, il crée avec Gilles Verdiani La Zone Érogène, un laboratoire de life-design, que rejoindront Brian Lucas et Hortense Vorringen. Ce quatuor d’esthètes ambitieux réalise, entre autres, Préliminaires, une œuvre multiple sur DVD.
The Nice Institution est créée avec l’artiste et designer Mildred Simantov en 2009. Outre des œuvres, des concerts et des performances qu’ils réalisent en opposant leurs approches, ils invitent artistes et penseurs à intervenir, dont Brian Lucas, Igor Antić, Antonio Casilli, Michaël Stora, Rebecca Dolinski…
À partir de 2008, son profil Facebook devient un espace relationnel privilégié pour éprouver sa pensée du continuum à l’aune des grandes secousses contemporaines.
En 2022, il préparait JOUR, un livre de ses meilleures publications sur le réseau, livre achevé après sa mort par ses amis et publié chez Edisens Paris en mai 2023.

## Expositions et œuvres publiques (sélection)

### Travaux personnels
- 1985 : Hommage à Coustou, les Chevaux de Marly, deux œuvres lithographiques, lauréat du concours de la Ville de Marly
- 1988 : The Digital Woman, Limelight, Chicago
- 1989 : Continuum in Stockholm, Galerie Arton A, Stockholm
- 1990 : Les Territoires du Corps, Galerie Vitoux-Zylbermann, Paris
- 1992 : Hypercorps / L'Interdit, Galerie Vitoux-Zylbermann, Paris
- 1993 : Nils Thornander's Continuum, manifeste publié dans la revue 90Tal, Stockholm
- 1996 : Max Jacob, scénographie, mise en scène Cyrille Artaux, Grand Théâtre de Quimper
- 1999 : Are You Scared of Girls performance, musique électronique et vidéo, Le Divan du Monde, le Pulp, Le Dépôt, avec Brian Lucas, Paris
- 2004 : Vulvabration, hyperconference, performance et concert, MECAL, Barcelone
- 2007 : Viva la vulva, hyperconference, performance et concert, MECAL, Barcelone
- 2008 : Vulvaroom et politique intérieure, essais publiés aux Éditions Sanzokuhnam, Paris
- 2015 : My private art life, quai de la Mégisserie, Paris
- 2016 : Like Me, curateur Damien Zhang, Artist labstudio, Montreuil, France
- 2017 : Je peins, performance, vidéo et musique, LabOrigins, « La science et l’imaginaire », avec Stéphane Dugowson et Serge Brunier
- 2018 : Shoe Badoo Bad, dans « École(s) suédoise(s) de Paris », Institut culturel suédois, Paris
- 2018 : Speed Bump, représenté par Andréhn-Schiptjenko, quai de la Mégisserie, Paris
- 2019 : Absolute Value, extract 1, MAMUPHI de François Nicolas, IRCAM
- 2019 : Flags for Future Identities, PARTAGE[29]
- 2023 : JOUR, livre d'heures, éditions Edisens, Paris
- 2023 : Il ne fait jamais nuit, œuvres récentes, curatrice Lucie Braconnier, galerie Hoang-Beli et PARTAGE, Paris.

### En collaboration

#### Avec Mildred Simantov
- 2009 : Fridgeedhotel03, sculpture - Cure - Centre hospitalier, Villejuif
- 2009 : Fridgeedhotel04, sculpture - vente aux enchères - Parcours Saint-Germain, Paris
- 2010 : Réfectoire, installation sonore et visuelle - Nuit Blanche 2010, Musée Carnavalet, Paris
- 2010 : Olympic Smoking Area - Cité de la mode et du Design - Chic Art Fair, Paris
- 2010 : Information Partielle - Manifestations Exemplaires #03, The Nice Institution, « Off » de l’Institut Suédois, Paris
- 2010 : Waiting for the Peak Oil, performance - Blitz, Paris
- 2010 : Our Last Dinner, performance - Galerie Flandrin, Paris
- 2011 : Six Musical Pieces, Musée d'Art Moderne, Musée Zadkine, Musée Bourdelle, Paris
- 2011 : As a Kamikaze Blow job, installation sonore et visuelle - Pvonk Galerie, Berlin
- 2011 : Lover Vs. Fucker, design - édition limitée – New Museum Store, New-York
- 2011 : Lover Vs. Fucker, design - édition limitée - Palais de Tokyo, Paris
- 2012 : L'Âge Adulte, album pop et Tuning Book – avec Brian Lucas, Opening and Live at Palais de Tokyo, Paris
- 2018 : Le Poste, photographies sonores – numéro hors-série DTACC, revue AA Architecture d’Aujourd’hui
- 2019 : Génial !, correspondance vidéo et musicale, Subjectif – Hypermédia de culture contemporaine

#### Avec Gilles Verdiani
- 2000 - 2007 : La Zone Érogène, musique, dîners, conférences, expériences sensorielles et projections vidéo, installations immersives, Paris
- 2001 : Préliminaires, œuvre sur DVD, sélectionnée par Jacques Henric pour sa « Carte Blanche », L’Accatone, Paris.
- 2005 - 2006 : Persistances Rétiniennes, 35 clips musicaux diffusés sur Canal+ cinéma, France.
- 2006 : De la Réception comme un des beaux-arts, installation-performance, Parcours Saint-Germain, Paris
- 2016 : Reception, (Save The Date), bande originale du long-métrage réalisé par Gilles Verdiani

#### Avec Géraldine Ros
- 1985 : Introit, musique et voix de Géraldine Ros, piano, scénographie et projections de Nils Thornander, Palais de Chaillot, Paris
- 2008 : Living On, vidéo et musique de Nils Thornander, voix de Géraldine Ros, MECAL Festival, Barcelone
- 2013 : The Scream, micro-opéra pour soprano et orchestre digital, musique de Nils Thornander, voix de Géraldine Ros, France Culture
- 2019 : Symphonie Monoton-Silence, d’Yves Klein, et 4’33’’, de John Cage, MAMUFI de François Nicolas, IRCAM avec Grégoire Ingold
- 1991 : Prométhée enchaîné, peinture sur corps et scénographie, Festival d’Aurillac, France ; Kinshasa Festival, Democratic Republic of Congo ; Centre Wallonie, Paris
- 1999 : La République – Qu’est-ce que c’est que la justice ? - Platon, scénographie, Théâtre Gérard Philippe de Saint-Denis et chapelle royale de Saint-Denis, France

#### Avec Magnus Bärtås
- 2002 : The Life Project, in The Resort of Homeless Ideas, Galerija Miroslav Kraljevic, Zagreb
- 2015 : Claims of Victory, sound design, REAL DMZ PROJECT Centre Artsonje, Séoul

#### Avec Alberto Sorbelli/Just From Cynthia
- 1995 : Le Beau Sexe, vidéo interactive sur cd-rom, dans l'exposition X-Y, le sexe de l’art, Centre Georges-Pompidou, Paris